# Kvinnlig spion 503
Kvinnlig spion 503 (originaltitel: Spion 503) är en dansk dramafilm från 1958 i regi av Jørn Jeppesen. I rollerna ses bland andra Margit Carlqvist, Holger Juul Hansen och Max von Sydow. Filmen hade svensk premiär den 9 mars 1959.
Denna film är baserad på den historiska svenskan Jane Horneys öde.

## Rollista
- Margit Carlqvist – June Harvey (Spion 503)
- Holger Juul Hansen – Jens, motståndsledare
- Max von Sydow – Horst, tysk toppagent
- Jørn Jeppesen – Schultze, nazistmajor
- John Wittig – Jørgen, motståndsman
- Klaus Pagh – Jacob, motståndsman
- Kjeld Jacobsen – motståndsman
- Poul Thomsen – Flemming Hansen, motståndsman
- Aage Winther-Jørgensen – Majorens betjänt
- Valsø Holm – Taxichaufför
- Gerard Lindqvist
- Torsten Föllinger
- Jan Eiron
- Annegrethe Nissen
- Åse Lundbye
- Lilian Tobiesen
- Troels Munk